# カプィリ

市章

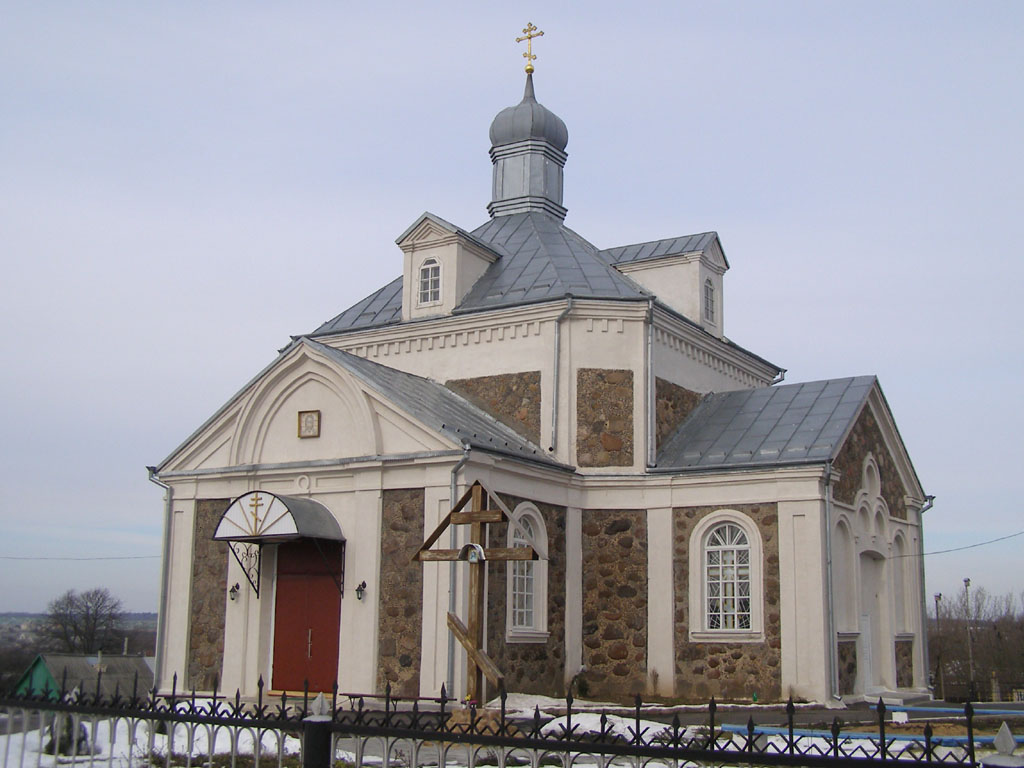
主の昇天教会（1866年 - ）

カプィリ（ベラルーシ語: Капыль）はベラルーシ・ミンスク州の市（горад / ホラド）である。カプィリ地区(ru)の行政中心地であり、人口は2009年の時点で10500人。市内にはチーズ工場があり、付近にはチョークの鉱床がある。

## 歴史
年代記における初出は、『ガーリチ・ヴォルィーニ年代記』の1274年の、「ルーツク公ムスチスラフが、カプィリからパレッセへ軍を進めた」という主旨の記述である。ただし歴史学者・考古学者は、11世紀には既に都市が建設されていたという説を述べている。また、都市はドレゴヴィチ族の街を基礎としているとされている。
カプィリの城丘は、歴史学者の調査によって、古代の聖地として重要な役割を担っていたと推測されている。また、カプィリ（ベラルーシ語: Капыль）という名は異教の神殿（例：ロシア語: капище）という言葉に由来するという説があり、カプィリの人々の間には、この説の裏づけとなるロマンチックな伝説が伝わっている。
カプィリはスルツク公国領を経て、14世紀にはリトアニア大公国領となった。1395年よりヴラディミラス・アルギルダイティスが統治し、以降はスルスカス（スルツク）・オレリコ家(ru)のナメストニクによって統治された。
1612年、オレリコ家の最後の統治者となった公女ソフィヤ(ru)（スルツク公女・コプィリ公女）が死去すると、コプィリはラジヴィウ家の所領となった。1652年、マクデブルク法を採用し、また黄金色の地に猟師の角笛(ru)を描いた市章と、定期市に関する法を定めた。16世紀には織物業が行われ、ビロード、キッド革(ru)製品が生産されていた。6つの手工業者ギルドがあった。
1793年、第2次ポーランド分割によって帝政ロシアに属することとなった。1832年からはヴィトゲンシュタイン家の所領となった。
19世紀には、ビール工場、2つの水車（製粉所）、6つの小さな店、3つの学校、2つのユダヤ教の祈祷の祈りの家と、教会、カトリック寺院（Костёл / カスチョール(ru)）、カルヴァン派大聖堂（собор / サボール）が1つずつあった。1924年にカプィリ地区の中心自治体となった。
第二次世界大戦中の1941年6月29日、ドイツ国防軍に占領された。大戦前の1939年の人口調査によれば、カプィリには1435人のユダヤ人が住んでおり、カプィリの総人口の27.96%を占めていた。このユダヤ人のほぼ全てが、ナチスによってカプィリ・ゲットー(ru)（参照：ゲットー）に送られ、殺害された。
1984年に市制が敷かれ、現在に至る。

## ゆかりの著名人
- メンデレ・スフォリム（1836年 - 1917年） - 作家

## 姉妹都市
- （リトアニア）ヨニシュキス(lt)[8]